# Grimpoteuthis innominata
Grimpoteuthis innominata là một loài bạch tuộc trong họ Opisthoteuthidae.